# Paulus Nijhoff (1756-1832)
Paulus Nijhoff (Arnhem, 21 september 1756 - aldaar, 26 december 1832) was een Nederlandse boekhandelaar, uitgever en drukker.

## Leven en werk
Nijhoff werd in 1756 in Arnhem geboren als zoon van de Arnhemse uitgever, boekhandelaar en boekdrukker Jacob Nijhoff en van Maria Meurs. Hij werd evenals zijn vader uitgever en boekdrukker in Arnhem. Hij trouwde op 17 juni 1781 te Arnhem met Aldegonda de Gast, dochter van een andere Arnhemse uitgever en boekhandelaar, Louis de Gast. Diens uitgeverij was gevestigd in het huis "De Crabbe" in de Bakkerstraat te Arnhem. Nijhoff sloot een compagnonschap met zijn schoonvader en nam na diens overlijden in 1782 het bedrijf over en zette het bedrijf voor eigen rekening en onder eigen naam in het huis "De Crabbe" voort. In 1783 veilde hij de boeken van de grootvader - Gideon de Gast - van zijn echtgenote en kocht samen met zijn vader een groot deel van de aangeboden boeken. In de catalogus bij deze verkoping wordt melding gemaakt dat "Bij den drukker dezes Paulus Nijhoff, worden dagelijks alle zoorten van Fransche en Hollandsche Couranten uitgegeven; dezelve blijft mede op zijn naam en Rekening Continueren, de geheele affaires van wijlen den Boekverkoper, Louïs de Gast". Pas in 1807 nam hij delen uit het voormalige bedrijf van zijn in 1794 overleden vader over. Aanvankelijk lag het accent van de werkzaamheden van Nijhoff op het drukken en verkopen van onder meer boeken, kaarten en periodieken. Nadat zijn zoon Isaac Anne meer bij het bedrijf betrokken raakte werd ook de uitgeverij belangrijker.

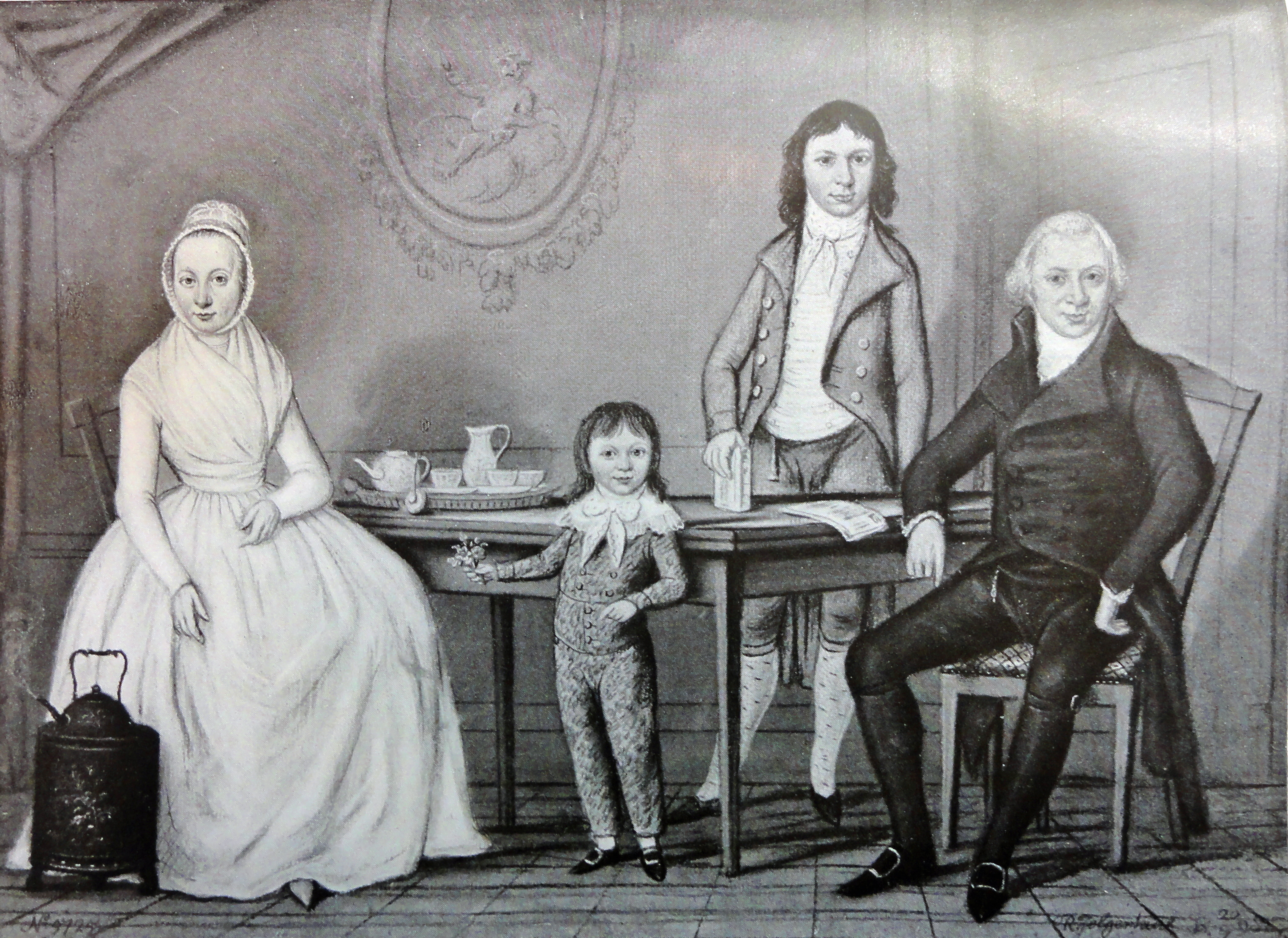
Het gezin Nijhoff in 1798 geschilderd door Rienk Jelgerhuis, v.l.n.r. Maria Sophia Brouwer, Isaac Anne Nijhoff, Jacob Louis Nijhoff en Paulus Nijhoff

Na het overlijden van zijn eerste echtgenote Aldegonda de Gast hertrouwde hij op 17 december 1792 te Arnhem met Maria Sophia Brouwer. Uit zijn eerste huwelijk werd een zoon Jacob Louis geboren, die later predikant in Gouda zou worden. Uit zijn tweede huwelijk werd een zoon Isaac Anne geboren, die het uitgeversbedrijf van zijn vader in Arnhem zou voortzetten en zou uitbreiden. Nijhoff overleed op Tweede Kerstdag 1832 op 76-jarige leeftijd in Arnhem. Hij werd op Oudejaarsdag 1832 begraven op het Coehoornkerkhof aldaar.